# Emanuel Silva
Emanuel Silva, född den 8 december 1985 i Braga, Portugal, är en portugisisk kanotist.
Han tog OS-silver i K2 1000 meter i samband med de olympiska kanottävlingarna 2012 i London.